# Litvánia az 1992. évi nyári olimpiai játékokon
Litvánia a spanyolországi Barcelonában megrendezett 1992. évi nyári olimpiai játékok egyik részt vevő nemzete volt. Az országot az olimpián 11 sportágban 47 sportoló képviselte, akik összesen 2 érmet szereztek. A Szovjetuniótól való függetlenné válása után ez volt az első alkalom, hogy Litvánia önállóan vett részt a nyári olimpiai játékokon. Ezt megelőzően az ország sportolói két alkalommal szerepeltek önálló csapattal nyári olimpián.

## Érmesek
| Érem  | Versenyző | Sportág    | Versenyszám         |
| ----- | --- | ---------- | ------------------- |
| Arany | Romas Ubartas | Atlétika   | Férfi diszkoszvetés |
| Bronz | Nemzeti válogatott Romanas Brazdauskis Valdemaras Chomičius Darius Dimavičius Gintaras Einikis Sergėjus Jovaiša Artūras Karnišovas Gintaras Krapikas Rimas Kurtinaitis Šarūnas Marčiulionis Alvydas Pazdrazdis Arvydas Sabonis Arūnas Visockas | Kosárlabda | Férfi               |

## Atlétika
Férfi
| Versenyző           | Versenyszám     | Eredmény | Helyezés |
| ------------------- | --------------- | -------- | -------- |
| Viktoras Meškauskas | 20 km gyaloglás | 1:33:24  | 26.      |

| Versenyző           | Versenyszám   | Selejtező | Selejtező | Döntő    | Döntő    |
| Versenyző           | Versenyszám   | Eredmény  | Helyezés  | Eredmény | Helyezés |
| ------------------- | ------------- | --------- | --------- | -------- | -------- |
| Vaclavas Kidykas    | Diszkoszvetés | 59,96 m   | 15.       | kiesett  | kiesett  |
| Romas Ubartas       | Diszkoszvetés | 66,08 m   | 1.        | 65,12 m  |          |
| Benjaminas Viluckis | Kalapácsvetés | 70,54 m   | 20.       | kiesett  | kiesett  |

Női
| Versenyző                  | Versenyszám   | Selejtező | Selejtező | Döntő    | Döntő    |
| Versenyző                  | Versenyszám   | Eredmény  | Helyezés  | Eredmény | Helyezés |
| -------------------------- | ------------- | --------- | --------- | -------- | -------- |
| Nelė Savickytė-Žilinskienė | Magasugrás    | 190 cm    | 20.       | kiesett  | kiesett  |
| Nijolė Medvedeva           | Távolugrás    | kizárták  | kizárták  | kizárták | kizárták |
| Teresė Nekrošaitė          | Gerelyhajítás | 58,28 m   | 18.       | kiesett  | kiesett  |

| Versenyző            | Versenyszám | 100 m gát | 100 m gát | Magasugrás | Magasugrás | Súlylökés | Súlylökés | 200 m | 200 m | Távolugrás | Távolugrás | Gerelyhajítás | Gerelyhajítás | 800 m   | 800 m | Végeredmény | Végeredmény |
| Versenyző            | Versenyszám | Idő       | Pont      | Eredmény   | Pont       | Eredmény  | Pont      | Idő   | Pont  | Eredmény   | Pont       | Eredmény      | Pont          | Idő     | Pont  | Pont        | Helyezés    |
| -------------------- | ----------- | --------- | --------- | ---------- | ---------- | --------- | --------- | ----- | ----- | ---------- | ---------- | ------------- | ------------- | ------- | ----- | ----------- | ----------- |
| Remigija Nazarovienė | Hétpróba    | 13,75     | 1014      | 176 cm     | 928        | 14,49 m   | 827       | 25,20 | 869   | 603 cm     | 859        | 44,42 m       | 752           | 2:14,95 | 893   | 6142        | 14.         |

## Birkózás
Kötöttfogású
| Versenyző            | Versenyszám | Csoportkör                                                                   | Csoportkör | Helyosztók        | Helyosztók        | Helyosztók        | Bronz- mérkőzés   | Döntő             | Helyezés    |
| Versenyző            | Versenyszám | Csoportkör                                                                   | Csoportkör | 9. helyért        | 7. helyért        | 5. helyért        | Bronz- mérkőzés   | Döntő             | Helyezés    |
| Versenyző            | Versenyszám | Ellenfél Eredmény                                                            | Hely.      | Ellenfél Eredmény | Ellenfél Eredmény | Ellenfél Eredmény | Ellenfél Eredmény | Ellenfél Eredmény | Helyezés    |
| -------------------- | ----------- | ---------------------------------------------------------------------------- | ---------- | ----------------- | ----------------- | ----------------- | ----------------- | ----------------- | ----------- |
| Remigijus Šukevičius | 57 kg       | A csoport · Nikola Zseljazkov Dimitrov (BUL) · 2-4 · Dennis Hall (USA) · 3-4 | 8.         | kiesett           | kiesett           | kiesett           | kiesett           | kiesett           | helyezetlen |

## Cselgáncs
Férfi
| Versenyző    | Versenyszám  | Selejtező         | 32-es főtábla                 | Nyolcaddöntő      | Negyeddöntő       | Elődöntő          | Vigaszág első kör | Vigaszág nyolcaddöntő           | Vigaszág negyeddöntő | Vigaszág elődöntő | Bronz- mérkőzés   | Döntő             | Helyezés |
| Versenyző    | Versenyszám  | Ellenfél Eredmény | Ellenfél Eredmény             | Ellenfél Eredmény | Ellenfél Eredmény | Ellenfél Eredmény | Ellenfél Eredmény | Ellenfél Eredmény               | Ellenfél Eredmény    | Ellenfél Eredmény | Ellenfél Eredmény | Ellenfél Eredmény | Helyezés |
| ------------ | ------------ | ----------------- | ----------------------------- | ----------------- | ----------------- | ----------------- | ----------------- | ------------------------------- | -------------------- | ----------------- | ----------------- | ----------------- | -------- |
| Vladas Burba | Félnehézsúly | erőnyerő          | Theo Meijer (NED) · 0000-0010 |                   |                   |                   |                   | Kai Jaszuhiro (JPN) · 0000-0010 | kiesett              | kiesett           | kiesett           |                   | 13.      |

## Evezés
Férfi
| Versenyző                                                       | Versenyszám              | Előfutam | Előfutam | Vigaszág | Vigaszág | Elődöntő | Elődöntő | Elődöntő | Döntő | Döntő   | Döntő | Helyezés |
| Versenyző                                                       | Versenyszám              | Idő      | Hely.    | Idő      | Hely.    | Típus    | Idő      | Hely.    | Típus | Idő     | Hely. | Helyezés |
| --------------------------------------------------------------- | ------------------------ | -------- | -------- | -------- | -------- | -------- | -------- | -------- | ----- | ------- | ----- | -------- |
| Ričardas Bukys Zigmantas Gudauskas                              | Kormányos nélküli kettes | 6:59,38  | 4.       | 7:01,82  | 4.       |          |          |          | C     | 7:03,01 | 5.    | 17.      |
| Juozas Bagdonas Einius Petkus Valdemaras Mačiulskis (kormányos) | Kormányos kettes         | 7:04,41  | 2.       | 7:14,10  | 2.       | A/B      | 7:03,89  | 4.       | B     | 7:04,98 | 3.    | 9.       |

Női
| Versenyző                                 | Versenyszám              | Előfutam | Előfutam | Vigaszág | Vigaszág | Elődöntő | Elődöntő | Elődöntő | Döntő | Döntő   | Döntő | Helyezés |
| Versenyző                                 | Versenyszám              | Idő      | Hely.    | Idő      | Hely.    | Típus    | Idő      | Hely.    | Típus | Idő     | Hely. | Helyezés |
| ----------------------------------------- | ------------------------ | -------- | -------- | -------- | -------- | -------- | -------- | -------- | ----- | ------- | ----- | -------- |
| Kristina Poplavskaja                      | Egypárevezős             | 8:06,31  | 4.       | 8:01,31  | 3.       | A/B      | 8:05,15  | 6.       | B     | 8:27,84 | 5.    | 11.      |
| Violeta Lastakauskaitė Violeta Bernotaitė | Kormányos nélküli kettes | 8:04,77  | 4.       | 7:52,47  | 1.       | A/B      | 7:30,54  | 4.       | B     | 7:29,24 | 4.    | 10.      |

## Kajak-kenu

### Síkvízi
Férfi
| Versenyző     | Versenyszám        | Előfutam | Előfutam | Előfutam | Vigaszág | Vigaszág | Vigaszág | Elődöntő | Elődöntő | Elődöntő | Döntő   | Döntő    |
| Versenyző     | Versenyszám        | Idő      | Hely.    | Össz.    | Idő      | Hely.    | Össz.    | Idő      | Hely.    | Össz.    | Idő     | Helyezés |
| ------------- | ------------------ | -------- | -------- | -------- | -------- | -------- | -------- | -------- | -------- | -------- | ------- | -------- |
| Artūras Vieta | Kajak egyes 500 m  | 1:41,96  | 3.       | 9.       | 1:41,04  | 2.       | 2.       | 1:42,09  | 3.       | 6.       | 1:42,34 | 9.       |
| Artūras Vieta | Kajak egyes 1000 m | 3:40,81  | 2.       | 10.      | erőnyerő | erőnyerő | erőnyerő | 3:37,54  | 4.       | 8.       | 3:46,92 | 9.       |

## Kerékpározás

### Országúti kerékpározás
Férfi
| Versenyző          | Versenyszám   | Idő            | Helyezés |
| ------------------ | ------------- | -------------- | -------- |
| Saulius Šarkauskas | Mezőnyverseny | 4:35:56(+0:35) | 23.      |

Női
| Versenyző       | Versenyszám   | Idő            | Helyezés |
| --------------- | ------------- | -------------- | -------- |
| Daiva Čepelienė | Mezőnyverseny | 2:05:03(+0:21) | 20.      |
| Aiga Zagorska   | Mezőnyverseny | 2:05:03(+0:21) | 14.      |
| Laima Zilporytė | Mezőnyverseny | 2:05:03(+0:21) | 18.      |

### Pálya-kerékpározás
Sprintversenyek
| Versenyző     | Versenyszám | Selejtező | Selejtező | 1. forduló                                     | 1. forduló | Vigaszág                         | Vigaszág | Negyeddöntő          | 5–8. helyért           | 5–8. helyért | Elődöntő             | Döntő                | Helyezés    |
| Versenyző     | Versenyszám | Idő       | Hely.     | Ellenfelek Győztes idő                         | Hely.      | Ellenfél Győztes idő             | Hely.    | Ellenfél Győztes idő | Ellenfelek Győztes idő | Hely.        | Ellenfél Győztes idő | Ellenfél Győztes idő | Helyezés    |
| ------------- | ----------- | --------- | --------- | ---------------------------------------------- | ---------- | -------------------------------- | -------- | -------------------- | ---------------------- | ------------ | -------------------- | -------------------- | ----------- |
| Rita Razmaitė | Női egyéni  | 12,058    | 8.        | Ingrid Haringa (NED) · Vang Jen (CHN) · 12,179 | 3.         | Galina Yenyukhina (EUN) · 13,069 | 2.       | kiesett              | kiesett                | kiesett      | kiesett              | kiesett              | helyezetlen |

Üldözőversenyek
| Versenyző     | Versenyszám              | Selejtező | Selejtező | Negyeddöntő  | Negyeddöntő | Negyeddöntő | Elődöntő     | Elődöntő  | Elődöntő | Döntő        | Döntő     | Helyezés |
| Versenyző     | Versenyszám              | Idő       | Hely.     | Ellenfél Idő | Saját idő   | Hely.       | Ellenfél Idő | Saját idő | Hely.    | Ellenfél Idő | Saját idő | Helyezés |
| ------------- | ------------------------ | --------- | --------- | ------------ | ----------- | ----------- | ------------ | --------- | -------- | ------------ | --------- | -------- |
| Aiga Zagorska | Női egyéni üldözőverseny | 3:52,450  | 13.       | kiesett      | kiesett     | kiesett     | kiesett      | kiesett   | kiesett  | kiesett      | kiesett   | 10.      |

## Kosárlabda

### Férfi
| Litván férfi kosárlabdacsapat-játékoskeret                                                                                  | Litván férfi kosárlabdacsapat-játékoskeret                                                                              |
| --- | --- |
| - Romanas Brazdauskis - Valdemaras Chomičius - Darius Dimavičius - Gintaras Einikis - Sergėjus Jovaiša - Artūras Karnišovas | - Gintaras Krapikas - Rimas Kurtinaitis - Šarūnas Marčiulionis - Alvydas Pazdrazdis - Arvydas Sabonis - Arūnas Visockas |

#### Eredmények
Csoportkör
B csoport
| Csapat                  | M | Gy | V | P+  | P–  | Pk   | P |
| ----------------------- | - | -- | - | --- | --- | ---- | - |
| Egyesített Csapat (EUN) | 5 | 4  | 1 | 425 | 373 | +52  | 9 |
| Litvánia (LTU)          | 5 | 4  | 1 | 478 | 424 | +54  | 9 |
| Ausztrália (AUS)        | 5 | 3  | 2 | 432 | 396 | +36  | 8 |
| Puerto Rico (PUR)       | 5 | 3  | 2 | 445 | 437 | +8   | 8 |
| Venezuela (VEN)         | 5 | 1  | 4 | 392 | 427 | –35  | 6 |
| Kína (CHN)              | 5 | 0  | 5 | 381 | 496 | –115 | 5 |

| 1992. július 26. 11:30 | Kína (CHN)                                           | 75–112    | Litvánia (LTU)  | Pabellón Olímpico de Badalona, Badalona |
| 1992. július 26. 11:30 | (26–55)                                              |           |                 | Pabellón Olímpico de Badalona, Badalona |
| 1992. július 26. 11:30 | Sun Csün (Sun Jun) 22                                | Pont      | Kurtinaitis 31  | Pabellón Olímpico de Badalona, Badalona |
| 1992. július 26. 11:30 | Vang Cse-tan (Wang Zhidan), Sun Csün (Sun Jun) 4     | Lepattanó | Sabonis 14      | Pabellón Olímpico de Badalona, Badalona |
| 1992. július 26. 11:30 | Sun Csün (Sun Jun), Kung Hsziao-pin (Gong Xiaobin) 3 | Gólpassz  | Marčiulionis 12 | Pabellón Olímpico de Badalona, Badalona |

| 1992. július 27. 11:30 | Venezuela (VEN) | 79 –87    | Litvánia (LTU)  | Pabellón Olímpico de Badalona, Badalona |
| 1992. július 27. 11:30 | (46–38)         |           |                 | Pabellón Olímpico de Badalona, Badalona |
| 1992. július 27. 11:30 | Shepherd 17     | Pont      | Marčiulionis 27 | Pabellón Olímpico de Badalona, Badalona |
| 1992. július 27. 11:30 | Herrera 8       | Lepattanó | Sabonis 11      | Pabellón Olímpico de Badalona, Badalona |
| 1992. július 27. 11:30 | Shepherd 5      | Gólpassz  | Marčiulionis 8  | Pabellón Olímpico de Badalona, Badalona |

| 1992. július 29. 16:30 | Litvánia (LTU) | 104–91    | Puerto Rico (PUR) | Pabellón Olímpico de Badalona, Badalona |
| 1992. július 29. 16:30 | (50–43)        |           |                   | Pabellón Olímpico de Badalona, Badalona |
| 1992. július 29. 16:30 | Sabonis 29     | Pont      | Ortíz 20          | Pabellón Olímpico de Badalona, Badalona |
| 1992. július 29. 16:30 | Sabonis 13     | Lepattanó | Ortíz 8           | Pabellón Olímpico de Badalona, Badalona |
| 1992. július 29. 16:30 | Marčiulionis 9 | Gólpassz  | Carter, Rivas 5   | Pabellón Olímpico de Badalona, Badalona |

| 1992. július 31. 16:30 | Litvánia (LTU)           | 80–92     | Egyesített Csapat (EUN) | Pabellón Olímpico de Badalona, Badalona |
| 1992. július 31. 16:30 | (38–26)                  |           |                         | Pabellón Olímpico de Badalona, Badalona |
| 1992. július 31. 16:30 | Sabonis, Marčiulionis 21 | Pont      | Tyihonyenko 31          | Pabellón Olímpico de Badalona, Badalona |
| 1992. július 31. 16:30 | Sabonis 16               | Lepattanó | Volkov 9                | Pabellón Olímpico de Badalona, Badalona |
| 1992. július 31. 16:30 | Marčiulionis 8           | Gólpassz  | Volkov 4                | Pabellón Olímpico de Badalona, Badalona |

| 1992. augusztus 2. 16:30 | Ausztrália (AUS) | 87–98     | Litvánia (LTU) | Pabellón Olímpico de Badalona, Badalona |
| 1992. augusztus 2. 16:30 | (46–45)          |           |                | Pabellón Olímpico de Badalona, Badalona |
| 1992. augusztus 2. 16:30 | három játékos 16 | Pont      | Sabonis 26     | Pabellón Olímpico de Badalona, Badalona |
| 1992. augusztus 2. 16:30 | Bradtke 12       | Lepattanó | Einikis 10     | Pabellón Olímpico de Badalona, Badalona |
| 1992. augusztus 2. 16:30 | Gaze 3           | Gólpassz  | Marčiulionis 8 | Pabellón Olímpico de Badalona, Badalona |

Negyeddöntő
| 1992. augusztus 4. 20:30 | Litvánia (LTU) | 114–96    | Brazília (BRA)   | Pabellón Olímpico de Badalona, Badalona |
| 1992. augusztus 4. 20:30 | (48–52)        |           |                  | Pabellón Olímpico de Badalona, Badalona |
| 1992. augusztus 4. 20:30 | Sabonis 32     | Pont      | Boas 25          | Pabellón Olímpico de Badalona, Badalona |
| 1992. augusztus 4. 20:30 | Sabonis 13     | Lepattanó | Victalino 10     | Pabellón Olímpico de Badalona, Badalona |
| 1992. augusztus 4. 20:30 | Sabonis 10     | Gólpassz  | Maury Ponikwar 6 | Pabellón Olímpico de Badalona, Badalona |

Elődöntő
| 1992. augusztus 6. 22:30 | Litvánia (LTU)  | 76–127    | Egyesült Államok (USA) | Pabellón Olímpico de Badalona, Badalona |
| 1992. augusztus 6. 22:30 | (30–49)         |           |                        | Pabellón Olímpico de Badalona, Badalona |
| 1992. augusztus 6. 22:30 | Marčiulionis 20 | Pont      | Jordan 21              | Pabellón Olímpico de Badalona, Badalona |
| 1992. augusztus 6. 22:30 | Sabonis 8       | Lepattanó | Robinson 8             | Pabellón Olímpico de Badalona, Badalona |
| 1992. augusztus 6. 22:30 | Marčiulionis 8  | Gólpassz  | Johnson 8              | Pabellón Olímpico de Badalona, Badalona |

Bronzmérkőzés
| 1992. augusztus 8. 13:00 | Egyesített Csapat (EUN) | 78–82     | Litvánia (LTU)  | Pabellón Olímpico de Badalona, Badalona |
| 1992. augusztus 8. 13:00 | (33–39)                 |           |                 | Pabellón Olímpico de Badalona, Badalona |
| 1992. augusztus 8. 13:00 | Tyihonyenko 24          | Pont      | Marčiulionis 29 | Pabellón Olímpico de Badalona, Badalona |
| 1992. augusztus 8. 13:00 | Volkov 8                | Lepattanó | Sabonis 16      | Pabellón Olímpico de Badalona, Badalona |
| 1992. augusztus 8. 13:00 | Sukharev 4              | Gólpassz  | Marčiulionis 3  | Pabellón Olímpico de Badalona, Badalona |

| Csapat         | Helyezés |
| -------------- | -------- |
| Litvánia (LTU) |          |

## Ökölvívás
| Versenyző               | Versenyszám     | Selejtező                     | Nyolcaddöntő               | Negyeddöntő                  | Elődöntő          | Döntő             | Helyezés |
| Versenyző               | Versenyszám     | Ellenfél Eredmény             | Ellenfél Eredmény          | Ellenfél Eredmény            | Ellenfél Eredmény | Ellenfél Eredmény | Helyezés |
| ----------------------- | --------------- | ----------------------------- | -------------------------- | ---------------------------- | ----------------- | ----------------- | -------- |
| Vitalijus Karpačiauskas | Váltósúly       | Andrey Pestryayev (EUN) · 9-4 | Curtis Reilly (USA) · 16-5 | Arkhom Chenglai (THA) · 6-9  | kiesett           | kiesett           | 5.       |
| Leonidas Maleckis       | Nagyváltósúly   | Salim Kbary (EGY) · 13-6      | Robin Reid (GBR) · 3-10    | kiesett                      | kiesett           | kiesett           | 9.       |
| Vidas Markevičius       | Nehézsúly       | Aleksey Chudinov (EUN) · 3-7  | kiesett                    | kiesett                      | kiesett           | kiesett           | 17.      |
| Gytis Juškevičius       | Szupernehézsúly | erőnyerő                      | David Anyim (KEN) · RSC    | Richard Igbineghu (NGR) · KO | kiesett           | kiesett           | 5.       |

RSC - a játékvezető megállította a mérkőzést

## Öttusa
| Versenyző                                                | Versenyszám | Vívás    | Vívás | Vívás | Úszás  | Úszás | Úszás | Lövészet | Lövészet | Lövészet | Futás   | Futás | Futás | Lovaglás      | Lovaglás      | Lovaglás      | Összesen    | Összesen |
| Versenyző                                                | Versenyszám | Pontszám | Pont  | Hely. | Idő    | Pont  | Hely. | Eredmény | Pont     | Hely.    | Idő     | Pont  | Hely. | Idő           | Pont          | Hely.         | Összes pont | Helyezés |
| -------------------------------------------------------- | ----------- | -------- | ----- | ----- | ------ | ----- | ----- | -------- | -------- | -------- | ------- | ----- | ----- | ------------- | ------------- | ------------- | ----------- | -------- |
| Vladimiras Močialovas                                    | Egyéni      | 26-39    | 660   | 53.*  | 3:28,9 | 1204  | 42.   | 174      | 880      | 58.      | 12:58,9 | 1231  | 6.    | 2:12,2        | 830           | 48.           | 4805        | 51.      |
| Tomas Narkus                                             | Egyéni      | 28-37    | 694   | 49.** | 3:26,1 | 1224  | 36.   | 196      | 1210     | 2.       | 13:24,8 | 1153  | 19.   | nem ért célba | nem ért célba | nem ért célba | 4281        | 62.      |
| Gintaras Staškevičius                                    | Egyéni      | 31-34    | 745   | 45.   | 3:10,4 | 1352  | 1.    | 186      | 1060     | 24.***   | 12:56,9 | 1237  | 5.    | 2:12,3        | 840           | 47.           | 5234        | 15.      |
| Vladimiras Močialovas Tomas Narkus Gintaras Staškevičius | Csapat      |          | 2099  | 16.   |        | 3780  | 2.    |          | 3150     | 7.       |         | 3621  | 1.    |               | 1670          | 17.           | 14320       | 15.      |

* - egy másik versenyzővel azonos időt ért el

** - két másik versenyzővel azonos eredményt ért el

*** - hat másik versenyzővel azonos eredményt ért el

## Úszás
Férfi
| Versenyző          | Versenyszám | Előfutam | Előfutam | Előfutam | Döntő   | Döntő   | Döntő   | Helyezés |
| Versenyző          | Versenyszám | Idő      | Hely.    | Össz.    | Típus   | Idő     | Hely.   | Helyezés |
| ------------------ | ----------- | -------- | -------- | -------- | ------- | ------- | ------- | -------- |
| Raimundas Mažuolis | 50 m gyors  | 22,77    | 2.       | 9.       | B       | 22,71   | 2.      | 10.      |
| Raimundas Mažuolis | 100 m gyors | 50,17    | 3.       | 9.       | B       | 50,13   | 2.      | 10.      |
| Nerijus Beiga      | 100 m mell  | 1:05,17  | 8.       | 36.      | kiesett | kiesett | kiesett | kiesett  |
| Nerijus Beiga      | 200 m mell  | 2:21,65  | 8.       | 31.      | kiesett | kiesett | kiesett | kiesett  |

## Vitorlázás
Férfi
| Versenyző                             | Versenyszám    | Futam | Futam | Futam | Futam | Futam  | Futam | Futam | Pontszám | Helyezés |
| Versenyző                             | Versenyszám    | 1     | 2     | 3     | 4     | 5      | 6     | 7     | Pontszám | Helyezés |
| ------------------------------------- | -------------- | ----- | ----- | ----- | ----- | ------ | ----- | ----- | -------- | -------- |
| Valdas Balciunas Raimondas Šiugždinis | 470-es osztály | 26,0  | 32,0  | 33,0  | 36,0  | (40,0) | 21,0  | 28,0  | 176,0    | 32.      |